# Моран (Техас)
Моран (англ. Moran) — місто (англ. city) в США, в окрузі Шекелфорд штату Техас. Населення — 226 осіб (2020).

## Географія
Моран розташований за координатами 32°32′50″ пн. ш. 99°9′59″ зх. д. / 32.54722° пн. ш. 99.16639° зх. д. (32.547234, -99.166492).  За даними Бюро перепису населення США в 2010 році місто мало площу 1,10 км², уся площа — суходіл.

## Демографія
Згідно з переписом 2010 року, у місті мешкало 270 осіб у 110 домогосподарствах у складі 69 родин. Густота населення становила 245 осіб/км².  Було 150 помешкань (136/км²).
Расовий склад населення:
| - 88,5 % — білих - 1,1 % — корінних американців - 0,4 % — чорних або афроамериканців - 0,4 % — азіатів - 8,5 % — осіб інших рас |

До двох чи більше рас належало 1,1 %. Частка іспаномовних становила 17,4 % від усіх жителів.
За віковим діапазоном населення розподілялося таким чином: 23,0 % — особи молодші 18 років, 58,1 % — особи у віці 18—64 років, 18,9 % — особи у віці 65 років та старші. Медіана віку мешканця становила 41,7 року. На 100 осіб жіночої статі у місті припадало 92,9 чоловіків;  на 100 жінок у віці від 18 років та старших — 100,0 чоловіків також старших 18 років.
Середній дохід на одне домашнє господарство  становив 49 093 долари США (медіана — 38 056), а середній дохід на одну сім'ю — 62 997 доларів (медіана — 54 318). За межею бідності перебувало 27,4 % осіб, у тому числі 46,0 % дітей у віці до 18 років та 22,5 % осіб у віці 65 років та старших.
Цивільне працевлаштоване населення становило 157 осіб. Основні галузі зайнятості: сільське господарство, лісництво, риболовля — 29,9 %, виробництво — 17,2 %, мистецтво, розваги та відпочинок — 16,6 %.